# Five-Percent Nation
La Five-Percent Nation (Nation des cinq pour cent), parfois appelée Nation of Gods and Earths ou les Five Percenters est une organisation afro-américaine fondée en 1964 à Harlem par Clarence 13X, un ancien membre de la Nation of Islam.

## Historique
Clarence 13X, un ancien étudiant de Malcolm X à la Mosquée N.7 à Harlem, New York, quitte la Nation of Islam après la mort de Malcolm X, les raisons de son détachement de la NOI sont incertaines.
Les membres du groupe s'appellent eux-mêmes les cinq pour cent d'Allah, en référence au concept selon lequel 10 % de la population mondiale connaîtrait la vérité sur l'existence de Dieu et que ces élites et leurs agents choisiraient de maintenir 85 % de la population dans l'ignorance et sous leur contrôle. Les 5 % restants connaissent la vérité et sont déterminés à éclairer les 85 %.